# Albuquerque
Albuquerque – miasto w Stanach Zjednoczonych, w stanie Nowy Meksyk, ośrodek administracyjny hrabstwa Bernalillo, położone nad rzeką Rio Grande, u podnóża pasma górskiego Sandia (na wschodzie). Największe miasto w Nowym Meksyku, główny ośrodek gospodarczy oraz węzeł transportowy tego stanu. W 2020 roku miasto zamieszkane było przez 564 559 mieszkańców; obszar metropolitalny – 916 528.

## Historia
Założone w 1706 przez Hiszpanów na szlaku Camino Real. Nazwa pochodzi od jednego z tytułów wicekróla Nowej Hiszpanii, Francisca Fernándeza de la Cueva, księcia Alburquerque.
Obecnie największe miasto i główny ośrodek przemysłowy stanu. Przemysł elektroniczny, odzieżowy, metalowy, chemiczny i drzewny; rzemiosło indiańskie. Węzeł komunikacyjny; 2 uniwersytety; ośrodek turystyczny.
W okresie II wojny światowej w tym mieście była leczona żona Richarda Feynmana (późniejszego laureata Nagrody Nobla), która zmarła w 1945. W tym czasie Feynman uczestniczył w Los Alamos w pracach nad bombą atomową. Od 1972 co roku w październiku rozgrywane są w okolicach miasta międzynarodowe zawody balonowe pod nazwą Albuquerque International Balloon Fiesta. Jest to największy tego typu festiwal na świecie.
W tym mieście rozgrywa się akcja seriali Breaking Bad, Zadzwoń do Saula oraz filmu El Camino: Film Breaking Bad.

## Gospodarka
W Albuquerque rozwinął się przemysł elektroniczny, odzieżowy, metalowy, chemiczny, drzewny oraz filmowy. W mieście rozwinęło się rzemiosło indiańskie.
Swoją siedzibę ma tutaj wojskowy instytut badawczy Sandia National Laboratories.

## Transport
W mieście znajduje się Port lotniczy Albuquerque.

## Nauka
- University of New Mexico
- Trinity Southwest University
- National American University
- University of St.Francis
- University of Phoenix (online)
- TVI Community College
- ITT Technical Institute

## Sport
W mieście rozgrywany jest kobiecy turniej tenisowy, pod nazwą Coleman Vision Tennis Championships, zaliczany do rangi ITF, z pulą nagród 80 000 $.
Miasto było wielokrotnie gospodarzem prestiżowych zawodów balonowych o Puchar Gordona Bennetta. Zawody zostały zorganizowane w 1993, 1999, 2005, 2008, 2023.

## Miasta partnerskie
Miasta partnerskie Albuquerque:
- Alburquerque, Hiszpania (07.2003)
- Aszchabad, Turkmenistan (25.07.1990)
- Chihuahua, Meksyk (1970)
- Guadalajara, Meksyk (1986)
- Helmstedt, Niemcy (29.05.1983)
- Hualian, Tajwan (11.1983)
- Lanzhou, Chiny (26.04.1996)
- Lusaka, Zambia
- Rechowot, Izrael (18.09.2008)
- Sasebo, Japonia (1966)

## Kościoły i związki wyznaniowe
Spis na 2010 rok, obejmuje aglomeracje miasta:
- Kościół katolicki: 240 940 członków w 93 kościołach   0,9%
- Protestantyzm bezdenominacyjny: 37 379 członków w 72 zborach
- Południowa Konwencja Baptystyczna: 24 975 członków w 75 zborach   1,3%
- Kościół Jezusa Chrystusa Świętych w Dniach Ostatnich: 20 840 członków w 39 świątyniach   7,7%
- Zjednoczony Kościół Metodystyczny: 11 832 członków w 26 zborach   1,0%
- Zbory Boże: 11 062 członków w 32 zborach   6,5%
- Kościoły Chrystusowe: 7089 członków w 38 zborach   1,6%
- Buddyzm: 6560 wyznawców w 20 świątyniach
- Kościół Prezbiteriański USA: 5829 członków w 18 zborach   0,4%
- Kościół Episkopalny: 5021 członków w 11 zborach   0,6%
- Kościół Adwentystów Dnia Siódmego: 4669 członków w 14 zborach   7,2%
- Kościół Nazarejczyka: 3550 członków w 12 zborach   10,3%
- Kościół Ewangelicko-Luterański w Ameryce: 3365 członków w 10 zborach   5,8%